# Volodymyr Musolitin
Volodymyr Mykolajovyč Musolitin (in ucraino Володимир Миколайович Мусолітін?, in russo Владимир Николаевич Мусолитин?, Vladimir Nikolaevič Musolitin; Odessa, 11 marzo 1973) è un ex calciatore ucraino, di ruolo attaccante.

## Statistiche

### Cronologia presenze e reti in Nazionale
| Cronologia completa delle presenze e delle reti in nazionale ― Ucraina | Cronologia completa delle presenze e delle reti in nazionale ― Ucraina | Cronologia completa delle presenze e delle reti in nazionale ― Ucraina | Cronologia completa delle presenze e delle reti in nazionale ― Ucraina | Cronologia completa delle presenze e delle reti in nazionale ― Ucraina | Cronologia completa delle presenze e delle reti in nazionale ― Ucraina | Cronologia completa delle presenze e delle reti in nazionale ― Ucraina | Cronologia completa delle presenze e delle reti in nazionale ― Ucraina |
| Data                                                                   | Città                                                                  | In casa                                                                | Risultato                                                              | Ospiti                                                                 | Competizione                                                           | Reti                                                                   | Note                                                                   |
| ---------------------------------------------------------------------- | ---------------------------------------------------------------------- | ---------------------------------------------------------------------- | ---------------------------------------------------------------------- | ---------------------------------------------------------------------- | ---------------------------------------------------------------------- | ---------------------------------------------------------------------- | ---------------------------------------------------------------------- |
| 17/05/2002                                                             | Mosca                                                                  | Ucraina                                                                | 2 – 0                                                                  | Jugoslavia                                                             | L.G. Cup                                                               | 1                                                                      | 46’                                                                    |
| 19/05/2002                                                             | Mosca                                                                  | Bielorussia                                                            | 2 – 0                                                                  | Ucraina                                                                | L.G. Cup                                                               | -                                                                      | 55’                                                                    |
| 21/08/2002                                                             | Kiev                                                                   | Ucraina                                                                | 0 – 1                                                                  | Iran                                                                   | Amichevole                                                             | -                                                                      | 36’                                                                    |
| Totale                                                                 |                                                                        | Presenze                                                               | 3                                                                      |                                                                        | Reti                                                                   | 1                                                                      |                                                                        |